# Otomys occidentalis
Otomys occidentalis is een knaagdier uit het geslacht Otomys dat voorkomt in het Gotel-gebergte in Oost-Nigeria en op Mount Oku in Noordwest-Kameroen. Deze soort is waarschijnlijk het nauwst verwant aan O. lacustris en O. barbouri.
Het is de kleinste soort van het geslacht. De rug is bruin op Mount Oku en zeer donkerbruin in het Gotel-gebergte. Op de eerste onderkies (m1) zitten vijf laminae, op de derde bovenkies (M3) acht. De kop-romplengte bedraagt 131 tot 160 mm, de staartlengte 68,5 tot 88 mm, de achtervoetlengte (c.u.) 24 tot 29 mm, de oorlengte 18 tot 22 mm, het gewicht 69 tot 88 gram en de schedellengte 34,3 tot 36,9 mm.
Otomys anchietae · Otomys angoniensis · Otomys auratus · Otomys barbouri · Otomys burtoni · Otomys cheesmani · Otomys cuanzensis · Otomys dartmouthi · Bergoorrat (Otomys denti) · Otomys dollmani · Otomys fortior · Otomys helleri · Moerasrat (Otomys irroratus) · Otomys jacksoni · Otomys karoensis · Otomys lacustris · Otomys laminatus · Otomys occidentalis · Otomys orestes · Otomys simiensis · Otomys sloggetti · Otomys sungae · Otomys thomasi · Otomys tropicalis · Otomys typus · Otomys unisulcatus · Otomys uzungwensis · Otomys willani · Otomys yaldeni · Otomys zinki